# Верхньовисоцька сільська рада
Верхньовисоцька сільська рада — колишній орган місцевого самоврядування у Турківському районі Львівської області. Адміністративний центр — село Верхнє Висоцьке.

## Загальні відомості
Верхньовисоцька сільська рада утворена в 1940 році. Водоймища на території, підпорядкованій даній раді: річка Стрий.
7.5.1946 в Боринському районі хутір Свининець перейменували на хутір Зарічний, село Висоцьке Вижне — на село Верхнє Висоцьке і Висоцько-Вижнянську сільську Раду — на Верхньовисоцьку.

## Населені пункти
Сільській раді були підпорядковані населені пункти:
- с. Верхнє Висоцьке

## Склад ради
Рада складалася з 16 депутатів та голови.

### Керівний склад попередніх скликань
| ПІБ                          | Основні відомості                                    | Дата обрання | Дата звільнення |
| ---------------------------- | ---------------------------------------------------- | ------------ | --------------- |
| Мандзяк Іван Васильович      | Сільський голова, 1959 року народження, безпартійний | 26.03.2006   | 31.10.2010      |
| Черепанин Богдан Миколайович | Сільський голова, 1965 року народження, освіта вища. | 31.10.2010   |                 |

Примітка: таблиця складена за даними джерела